# Fritz Wepper
Fritz Wepper (Monaco di Baviera, 17 agosto 1941 – Monaco di Baviera, 25 marzo 2024) è stato un attore tedesco noto soprattutto per aver interpretato il ruolo di Harry Klein nelle serie televisive Der Kommissar e L'ispettore Derrick, il sindaco Wolfgang Wöller nella serie televisiva Un ciclone in convento e lo psichiatra Dr. Wendelin Winter nella serie televisiva poliziesca Omicidi nell'alta società.

## Biografia
Fritz Wepper nacque a Monaco di Baviera il 17 agosto 1941, figlio dell'avvocato Friedrich Karl Wepper, nato nel 1916, arruolato nell'esercito tedesco durante la seconda guerra mondiale e dichiarato disperso in Polonia nel 1945 e di Wilhelmine (1920–2009), casalinga. Anche suo fratello minore Elmar Wepper (1944-2023) intraprese la carriera di attore e doppiatore. Entrambi i fratelli si diplomarono al Wittelsbacher-Gymnasium di Monaco.
Fritz Wepper si sposò nel 1979 con Angela von Morgen, la quale dal 1968 al 1973 fu sposata in prime nozze con il principe Ferfried di Hohenzollern. La figlia dei coniugi Wepper, Sophie Wepper, è anch'ella attrice ed ebbe pure una parte in un episodio di Derrick del 1990. Dal 2007 al 2017 Wepper recitò insieme alla figlia nella serie televisiva Omicidi nell'alta società, nel ruolo del dottor Wendelin Winter. Angela von Morgen morì per un'emorragia cerebrale l'11 gennaio 2019 all'età di 76 anni.
Nel 1979 Wepper ottenne la licenza di caccia divenendo un appassionato cacciatore, non disdegnando di recarsi anche all'estero (Austria, Svezia, Norvegia, Slovacchia e Polonia): dichiarò di cacciare ogni forma di animale, come camosci, cervi, fagiani e cinghiali. Durante le riprese in Namibia di Un ciclone in convento, Wepper approfittava nel tempo libero per andare a caccia di impala.
Dal 2009 al 2012 Wepper, durante un periodo di separazione dalla moglie, convisse con la regista e direttrice della fotografia Susanne Kellermann, dalla quale nel 2011 ebbe una figlia. Nel 2012 tuttavia si riconciliò con sua moglie. Nel 2013 la relazione con la Kellermann finì davanti al tribunale di Monaco di Baviera, in quanto Wepper querelò per diffamazione il comico Atze Schröder per alcune dichiarazioni espresse durante un suo programma.
Nel febbraio 2021, fu annunciato che Wepper aveva un cancro della pelle che si era metastatizzato. Nel marzo 2021 fu operato d'urgenza per un tumore all'addome.
Nell'agosto 2021, l'autobiografia di Wepper venne pubblicata da Heyne Verlag con il titolo Ein ewiger Augenblick.
Nella sua autobiografia, Wepper chiarì anche che il suo matrimonio con la sua prima moglie, Angela, non funzionava più quando iniziò la sua relazione con la sua futura seconda moglie, Susanne Kellermann. Molti tabloid avevano riferito che Wepper era tornato ufficialmente dall'allora moglie Angela dopo la breve separazione da Susanne Kellermann. Tuttavia, il matrimonio non fu più ripreso. Piuttosto, Fritz Wepper confermò di non poter più immaginare la vita senza Susanne Kellermann.
Sempre nell'agosto 2021, Bayerischer Rundfunk mostrò un documentario sulla sua vita intitolato Mein Fritz – ein persönlicher Blick auf Fritz Wepper.
Fritz Wepper visse con la moglie Susanne Kellermann e la loro figlia a Gmund am Tegernsee.

## Carriera
Iniziò la carriera all'età di nove anni nell'emittente radiofonica Bayerischer Rundfunk, recitando in un programma per bambini. Debuttò a teatro nel 1952 in Peter Pan. A 15 anni recitò da protagonista nel film fiabesco Tischlein deck dich. Divenne conosciuto nel 1959 quando recitò nel film Il ponte di Bernhard Wicki. Nel 1964 ricevette il Filmband in Gold come miglior giovane attore per il suo ruolo in Kennwort: Reiher di Rudolf Jugert.
Wepper raggiunse il grande successo nel ruolo televisivo dell'assistente Harry Klein, dal 1969 al 1974 al servizio del commissario Keller (interpretato da Erik Ode) nell'omonima serie Der Kommissar. Lo stesso Harry Klein, questa volta con i gradi di ispettore, divenne poi il fidato assistente (nella finzione a seguito di trasferimento) dell'ispettore capo Stephan Derrick (interpretato da Horst Tappert) nella serie L'ispettore Derrick, ruolo che interpretò per 25 anni, dal 1974 al 1998, e che lo rese una figura di culto in tutto il mondo, tanto da portarlo a ricevere il Telegatto 1999 per la serie stessa. Altrettanto curiosamente, il suo posto di assistente in Der Kommissar fu assunto dal fratello minore (nella vita e anche nella finzione) Elmar Wepper, con il quale recitò, oltre che nell'episodio del passaggio di consegne (episodio 71 "Spur von kleinen Füßen" del 22/03/1974) anche in altri film come Eine verrückte Familie (1957) e serie televisive come Zwei Brüder (dal 1994).
Nel 1972 Wepper recitò accanto a Liza Minnelli nell'importante ruolo di Fritz Wendel nella trasposizione cinematografica del musical Cabaret, film vincitore di ben otto premi Oscar) per la regia di Bob Fosse.
Oltre che per la sua partecipazione al telefilm L'ispettore Derrick, Wepper divenne noto in Italia per aver figurato, insieme a Jutta Speidel, nel cast di Un ciclone in convento, telefilm andato in onda a partire dal 2002, in cui interpretò il ruolo del sindaco Wolfgang Wöller. Wepper portò avanti questo ruolo fino alla cancellazione della serie avvenuta nel 2021.
Nel 2004 tornò a dare la voce al personaggio di Harry Klein nel film d'animazione Derrick – Die Pflicht ruft.

## Riconoscimenti
- Premio Bambi nel 1970, 1971, 1972, 1975, 1990
- 1964: Filmband in Gold
- 1971: BRAVO Otto
- 1981: Goldene Kamera
- 1990: Romy Beliebtester Nebendarsteller
- 2002: Goldene Europa
- 2003: Deutscher Fernsehpreis
- 2004: Karl-Valentin-Orden
- 2006: Bayerischer Fernsehpreis

## Filmografia parziale

### Cinema
- Der dunkle Stern, regia di Hermann Kugelstadt (1955)
- Tischlein deck dich, regia di Jürgen von Alten (1956)
- Eine verrückte Familie/Heute blau und morgen blau, regia di Harald Philipp (1957)
- Rübezahl – Herr der Berge , regia di Erich Kobler (1957)
- Il ponte (Die Brücke), regia di Bernhard Wicki (1959)
- Nella morsa delle SS (Mein Schulfreund), regia di Robert Siodmak (1960)
- Frage Sieben (Question 7), regia di Stuart Rosenberg (1961)
- L'ultimo treno da Vienna (Miracle of the white stallions), regia di Arthur Hiller (1963)
- Kennwort… Reiher, regia di Rudolf Jugert (1964)
- Il rischio di vivere il rischio di morire (Wenn es Nacht wird auf der Reeperbahn), regia di Rolf Olsen (1967)
- L'ago sotto la pelle (Der Arzt von St. Pauli), regia di Rolf Olsen (1968)
- Das Go-Go-Girl vom Blow-Up, regia di Rolf Olsen (1968)
- L'uomo dall'occhio di vetro (Der Mann mit dem Glasauge), regia di Alfred Vohrer (1969)
- Auf der Reeperbahn nachts um halb eins, regia di Rolf Olsen (1969)
- I formidabili (The Games), regia di Michael Winner (1970)
- I vizi di una vergine (Schmetterlinge weinen nicht), regia di Klaus Überall (1970)
- Wir hau'n die Pauker in die Pfanne, regia di Harald Reinl (1970)
- Was geschah auf Schloß Wildberg?, regia di Franz Antel (1972)
- Cabaret, regia di Bob Fosse (1972)
- Le Dernier Combat (Der letzte Kampf), regia di Luc Besson (1983)
- Slalom, regia di Monica Castiglioni - cortometraggio (1998)

### Televisione
- Der Kommissar – serie TV, 66 episodi (1968-1974)
- L'ispettore Derrick (Derrick) – serie TV, 281 episodi (1974-1998)
- Zwei Brüder – serie TV, 17 episodi (1994-2001)
- Un ciclone in convento (Um Himmels Willen) – serie TV, 264 episodi (2002-2021)
- Dream Hotel (Das Traumhotel) – serie TV, episodio 1x09 (2008)
- Omicidi nell'alta società (Mord in bester Gesellschaft) – serie TV, 15 episodi (2007-2017)

## Doppiatori italiani
- Saverio Moriones in L'ispettore Derrick[12], Un ciclone in convento, Odissea d'amore, Omicidi nell'alta società
- Gianni Giuliano in L'ispettore Derrick[12]